# 成田亮 (トライアル)
成田亮（なりた りょう、1975年 - ）は、神奈川県出身の2輪レーサー。
チーム・ハザードブレイカーズ所属のトライアルライダー。父は日本におけるトライアルの草分けの一人である成田省造、兄は元全日本トライアルチャンピオンの成田匠。
同じヤマハ契約のオフロードバイク競技のモトクロス選手で成田亮（なりた あきら）とは別人である。

## 経歴
兄の匠と同様、少年時代からBTR（自転車によるトライアル）を始める。16歳からオートバイに転向、現在に至る。。
- 1994年 全日本国際B級クラス 8位
- 1995年 全日本国際B級クラス 優勝
- 1996年 全日本国際A級クラス 12位
- 2000年 全日本国際A級クラス 4位
- 2001年 全日本国際A級クラス 2位
- 2002年 全日本国際A級クラス 9位
- 2004年 SSDTファーストクラス 入賞
- 2005年 デモンストレーションを開始、東南アジアを中心にトライアルの普及に努める。
- 2009年 国際A級ランキング 8位
- 2010年 国際A級ランキング 8位
- 2011年 怪我のため全戦欠場
- 2012年 国際A級ランキング2位
- 2013年 国際A級シリーズチャンピオン
- 2014年 国際A級スーパークラスランキング9位
- 2015年 国際A級スーパークラスランキング9位
- 2016年 国際A級スーパークラスランキング11位
- 2017年 国際A級スーパークラスランキング9位
- 2018年 国際A級スーパークラスランキング14位
- 2019年 国際A級スーパークラスランキング13位

## 出演
2000年放送の特撮テレビドラマ『仮面ライダークウガ』でクウガのバイクスタントを演じた兄の成田匠のサポートを行ったほか、第31 - 33話で、バイクを操る怪人ゴ・バダー・バを演じた。バダーのマシンであるバギブソンは、クウガのマシンであるトライチェイサー2000と同じパンペーラを使用した。2人のプロ選手による湘南海岸での戦いでは多くのトライアル技術が披露され、従来描かれていた土煙を上げて交錯するうちに敵が倒れていくオートバイ戦とは全く違った画面が完成した。
また、2018年公開の映画『平成仮面ライダー20作記念 仮面ライダー平成ジェネレーションズ FOREVER』では、匠と共にのクウガのバイクスタントを演じた。